# Národní síť Zdravých měst ČR
Národní síť Zdravých měst České republiky, z.s.p.o. (zkráceně NSZM ČR; anglicky Healthy Cities, Towns and Regions of the Czech Republic - zkráceně HCCZ) je asociace municipalit, které jsou zapojeny do mezinárodního Programu Zdravé město (region) OSN-WHO.

## Mezinárodní program Zdravé město OSN-WHO

### Vznik
V roce 1988 iniciovala Světová zdravotní organizace (OSN-WHO) mezinárodní Program Zdravé město (WHO Healthy Cities), ke kterému přizvala nejvýznamnější evropské metropole. V současnosti je do programu zapojeno 1300 Zdravých měst, obcí a regionů ve více než 30 zemích evropského regionu.
Po roce 1989 se myšlenky uvedeného projektu začaly realizovat i v České republice. V roce 1994 vytvořilo jedenáct aktivních měst asociaci Národní síť Zdravých měst ČR. V roce 2025 má asociace 145 členů (měst, obcí, regionů) s vlivem na 51% populace České republiky.

### Hodnoty
Posláním asociace je síťově propojovat municipality navzájem i odborné organizace v České republice ke spolupráci v systematické podpoře zdraví a kvality života a k aktivnímu uplatňování udržitelného rozvoje. Členstvím v NSZM ČR vyjadřují členové vůli podle svých možností spolupracovat na platformě dlouhodobého Programu Zdravé město OSN-WHO, vycházející z dokumentů WHO a z dalších dokumentů OSN (zejména Agenda 2030 - tzv. Cíle udržitelného rozvoje, SDGs).
Ačkoliv Zdravé město, obec, region má organizační zázemí úřadu, není pouhou „úřední aktivitou“. Je zejména projektem komunitním – otevírá se prostor pro posilování aktivity a zájmu obyvatel. Ve Zdravých městech, obcích a regionech lze najít řadu příkladů dobré praxe v mnoha tématech:
- strategické plánování a řízení na místní úrovni s ohledem na kvalitu života, zdraví a udržitelný rozvoj, založené na datech a expertních analýzách
- aktivní participace místní veřejnosti, získávání zpětné vazby a projednávání záměrů
- plánování pro zdraví - analýzy zdravotního stavu, zdravotní plány a politiky
- konkrétní kroky ke kvalitě života, zdraví a udržitelnému rozvoji.

### Metodika, vzdělávání, dobrá praxe
NSZM ČR pravidelně získává akreditaci ze strany WHO vůči platným mezinárodním standardům pro evropské sítě Zdravých měst. Metodika NSZM pro města, obce a regiony vznikla a je rozvíjena ve spolupráci s řadou odborných partnerů, např. Univerzitou Karlovou a dalšími vysokými školami a odbornými institucemi. NSZM ČR je akreditovanou vzdělávací institucí pro územní veřejnou správu (akreditace MV ČR). Asociace provozuje rozsáhlý portál DobráPraxe.cz se stovkami praktických ukázek a inspirací z postupu měst, obcí a regionů.

### Ocenění
- V roce 2000 získala Metodika NSZM titul „Světový projekt EXPO 2000“.
- V roce 2003 získala NSZM za svoji činnost Cenu ministra životního prostředí.
- V roce 2006 postoupila NSZM do světového finále ceny OSN za prosazování kvality ve veřejné správě (UN Public Service Awards)
- V roce 2006 získala NSZM za svůj smart infosystém DATAPLÁN "Cenu Ministerstva vnitra za inovaci v územní veřejné správě".

## Řízení asociace a zajištění činností
Nejvyšším orgánem asociace je Valná hromada složená ze všech členských municipalit a regionů. Řídicím orgánem NSZM ČR je celostátní Rada, kterou tvoří političtí zástupci devíti členů; v čele stojí předseda a místopředsedové. Kontrolním orgánem je Revizní komise složená ze zvolených zástupců členů. Koncepční postup i odborné aktivity a provoz asociace zajišťuje ředitel NSZM ČR s Kanceláří NSZM ČR. Valná hromada současně pověřuje vedoucí pracovníky asociace funkcí národního koordinátora programu Zdravé město WHO v Česku a zastupováním asociace v národních i mezinárodních orgánech.
Financování aktivit asociace je z členských příspěvků stanovených Valnou hromadou i prostřednictvím odborně zaměřených projektů. 

## Spolupráce s partnery

### Mezirezortní rady a výbory při vládě a ministerstvech ČR
NSZM ČR je na národní úrovni zastoupena mj. v těchto orgánech:
- Rada vlády pro udržitelný rozvoj (RVUR) - v gesci MŽP
- Řídicí výbor pro modernizaci veřejné správy - v gesci MV

### Národní partneři
NSZM ČR uzavřela dohody o spolupráci s těmito institucemi (výběr):

### Národní spolupráce
- Ministerstvo vnitra
- Ministerstvo pro místní rozvoj
- Ministerstvo práce a sociálních věcí
- Ministerstvo zdravotnictví
- Ministerstvo životního prostředí
- Český statistický úřad
- CzechInvest
- Ústav zdravotnických informací a statistiky
- Státní zdravotní ústav
- Svaz měst a obcí
- Národní síť místních akčních skupin
- Sdružení místních samospráv
- Univerzita Karlova - Centrum pro otázky životního prostředí

### Mezinárodní spolupráce
- Evropská regionální kancelář Světové zdravotní organizace WHO/EURO
- národní sítě Zdravých měst v jednotlivých státech Evropy
- ICLEI – Local Governments for Sustainability
- Energy Cities